# Акарис
Акари́с (каз. Ақарыс) — село у складі Сайрамського району Туркестанської області Казахстану. Входить до складу Кутариського сільського округу.
До 1999 року село називалось Кизил-Октябр.
Населення — 1472 особи (2021; 1520 у 2009, 1362 у 1999, 958 у 1989).
26 березня 2015 року до села було приєднано територію площею 1,82 км².